# Powiat de Sochaczew
Pour les articles homonymes, voir Sochaczew (homonymie).
Le powiat de Sochaczew (en polonais : powiat sochaczewski) est un powiat (district) appartenant à la voïvodie de Mazovie dans le centre-est de la Pologne,  créée en 1999 lors de la réforme administrative.
Elle est née le 1er janvier 1999, à la suite des réformes polonaises de gouvernement local passées en 1998. 
Son siège administratif du powiat est  la ville de Sochaczew, seule ville du powiat, à 52 kilomètres à l'ouest de Varsovie, capitale de la Pologne. L'autre petite ville dans le powiat est Bieżuń, située à 13 kilomètres au sud de Żuromin.
Le district couvre une superficie de 731,02 kilomètres carrés. En 2006, sa population totale est de 83 318 habitants, avec une population pour la ville de Sochaczew de 37 925 habitants et une population rurale de 45 393 habitants.  

## Powiaty voisines
Le Powiat de Sochaczew est bordé des powiats de : 
- Płońsk au nord
- Nowy Dwór Mazowiecki au nord-est
- Varsovie-ouest et Grodzisk Mazowiecki à l'est
- Żyrardów au sud-est
- Skierniewice au sud
- Łowicz au sud-ouest
- Gostynin à l'ouest
- Płock au nord-ouest

## Division administrative
Le powiat de Sochaczew comprend 8 communes (gmina) :
| Gmina                                  | Type   | Superficie (km²) | Population (2006) | Siège       |
| Sochaczew                              | urbain | 26,1             | 37 925            |             |
| Gmina Teresin                          | rural  | 88,0             | 11 028            | Teresin     |
| Gmina Sochaczew                        | rural  | 91,4             | 8 764             | Sochaczew * |
| Gmina Iłów                             | rural  | 128,5            | 6 342             | Iłów        |
| Gmina Nowa Sucha                       | rural  | 90,3             | 5 966             | Nowa Sucha  |
| Gmina Młodzieszyn                      | rural  | 117,1            | 5 541             | Młodzieszyn |
| Gmina Brochów                          | rural  | 116,8            | 4 258             | Brochów     |
| Gmina Rybno                            | rural  | 72,8             | 3 494             | Rybno       |
| * Le siège ne fait pas partie du gmina |        |                  |                   |             |

## Démographie
Données du 30 juin 2005:
| Description | Total  | Total | Femmes | Femmes | Hommes | Hommes |
| ----------- | ------ | ----- | ------ | ------ | ------ | ------ |
| Unité       | Nombre | %     | Nombre | %      | Nombre | %      |
| Population  | 83 467 | 100   | 42 864 | 51,35  | 40 603 | 48,65  |
| Urbain      | 38 126 | 45,68 | 19 998 | 23,96  | 18 128 | 21,72  |
| Rural       | 45 341 | 54,32 | 22 866 | 27,40  | 22 475 | 26,93  |

## Histoire
De 1975 à 1998, les différents gminy du powiat actuel appartenaient administrativement à la Voïvodie de Skierniewice, à la Voïvodie de Varsovie et à la Voïvodie de Płock.